# Socialistická autonomní oblast Vojvodina
Socialistická autonomní oblast Vojvodina (zkráceně SAO Vojvodina; srbochorvatsky Socijalistička Autonomna Pokrajina Vojvodina, SAP Vojvodina; Социјалистичка Аутономна Покрајина Војводина, САП Војводина) byla socialistickou autonomní oblastí, jež byla součástí Socialistické republiky Srbsko. Svým postavením se nelišila od jednotlivých republik federace, nejviditelnějším rozdílem byla absence vlajky a znaku. SAO Vojvodina vznikla v roce 1963 v souvislosti s novou federální ústavou. Za konec její existence bývá považováno 28. září 1990, kdy srbský parlament přijal novou ústavu, která fakticky zrušila politickou autonomii obou autonomních oblastí.

## Vývoj názvu
- 1945–1963: Autonomní oblast Vojvodina jako součást Lidové republiky Srbsko
- 1963–1990: Socialistická autonomní oblast Vojvodina jako součást Socialistické republiky Srbsko

## Historie
Již v roce 1945 rozhodlo Národní shromáždění Lidové republiky Srbsko o vytvoření dvou autonomních oblastí: Kosova a Vojvodiny. Významným mezníkem ve vývoji autonomních oblastí však byla až ústava z roku 1974, která zaváděla několik principů, z nichž pro existenci autonomních oblastí byly nejvýznamnější zásada dohadování republik a autonomních oblastí, zásada rovnoprávné účasti oblastí a autonomních oblastí v orgánech federace a zásada odpovědnosti republik a autonomních oblastí za vlastní rozvoj a současně za rozvoj SFRJ jako celku.
V červenci 1988 se z iniciativy Miloševićova vedení Srbska konají v Novém Sadu demonstrace proti vedení autonomní oblasti. Vedení Svazu komunistů Vojvodiny o situaci jednalo a závěry z tohoto uzavřeného zasedání, na němž byl kritizován postup Bělehradu, po několika dnech zveřejnilo, což vyvolalo srbské rozhořčení. Na následujícím zasedání ústředního výboru Svazu komunistů Jugoslávie odmítl Slobodan Milošević možnost změn ústav autonomních oblastí.
V lednu 1988 začíná proces ústavních reforem v Srbsku, na jehož konci jsou v březnu 1989 omezeny pravomoci autonomních oblastí. Oblasti přišly o právo veta na ústavní změny v republice a částečně také o svou zákonodárnou, správní a soudní pravomoc. Shromáždění Vojvodiny dodatky srbské ústavy, které toto prováděly, schválilo 24. března 1989.
Definitivní konec autonomie přinesla nová srbská ústava z 28. září 1990.

## Politika
Politickou hegemonii zde jako ve zbytku federace měla Komunistická strana, respektive Svaz komunistů.
V čele státu je po roce 1974, po vzoru federálního Předsednictva, Předsednictvo SAO Vojvodina.

### Představitelé Vojvodiny
- Předsedové Lidového shromáždění (1953–1974)
  - Luka Mrkšić (1953–1958)
  - Stevan Doronjski (1953–1963)
  - Radovan Vlajković (1963–1967)
  - Ilija Rajačić (1967–1973)
  - Sreta Kovačević (1973–1974)
- Předsedové Předsednictva Socialistické autonomní oblasti Vojvodina (1974–1991)
  - Radovan Vlajković (1974–1981)
  - Predrag Vladisavljević (1981–1982)
  - Danilo Kekić (1982–1983)
  - Đorđe Radosavljević (1983–1984)
  - Nandor Major (1984–1985)
  - Predrag Vladisavljević (1985–1986)
  - Đorđe Radosavljević (1986–1988)
  - Nandor Major (1988–1989)
  - Jugoslav Kostić (1989–1991)